# Hulpwerkwoord
Een hulpwerkwoord is een werkwoord dat, in tegenstelling tot zelfstandige werkwoorden, een betekenis toevoegt aan een ander werkwoord en daardoor in principe niet zelfstandig voorkomt. Een uitzondering hierop vormen de modale hulpwerkwoorden. Zinnen als "ik wil het" en "je moet" zijn correct Nederlands. In deze gevallen is het echter zo dat er impliciet wel een werkwoord bij hoort, in de genoemde zinnen bijvoorbeeld "hebben" of "doen".
In het Nederlands worden de volgende vijf types hulpwerkwoorden onderscheiden:
1. Hulpwerkwoorden van tijd
2. Hulpwerkwoorden van de lijdende vorm
3. Modale hulpwerkwoorden
4. Hulpwerkwoorden van aspect
5. Hulpwerkwoorden van causaliteit

## Hulpwerkwoorden van tijd
- hebben wordt gebruikt in combinatie met het voltooid deelwoord om samengestelde verleden tijden te vormen:
  - voltooid tegenwoordige tijd (VTT) - ik heb gelopen
  - voltooid verleden tijd (VVT) - ik had gelopen
- zijn wordt op dezelfde manier gebruikt als hebben, bij een kleiner aantal werkwoorden die alle onovergankelijk zijn:
  - VTT - ik ben gegaan
  - VVT - ik was gegaan
- zullen wordt gebruikt in combinatie met de infinitief om vormen van de toekomende tijd te maken:
  - onvoltooid tegenwoordige toekomende tijd (OTTT) - ik zal lopen
  - onvoltooid verleden toekomende tijd (OVTT) - ik zou lopen
- voor het vormen van voltooide toekomende tijden worden hebben/zijn en zullen in combinatie gebruikt:
  - voltooid tegenwoordige toekomende tijd (VTTT) - ik zal hebben gelopen / ik zal zijn gegaan
  - voltooid verleden toekomende tijd (VVTT) - ik zou hebben gelopen / ik zou zijn gegaan

## Hulpwerkwoorden van de lijdende vorm
- worden wordt gebruikt in combinatie met het voltooid deelwoord om lijdende (passieve) werkwoordsvormen in onvoltooide tijden te maken:
  - OTT - ik word geslagen
  - OVT - ik werd geslagen
- zijn wordt gebruikt om passieve werkwoordsvormen in voltooide tijden te maken:
  - VTT - ik ben geslagen
  - VVT - ik was geslagen

In toekomende werkwoordstijden wordt het hulpwerkwoord van de lijdende vorm in combinatie met zullen (hulpwerkwoord van tijd) gebruikt; voorbeeld: ik zal geslagen worden (OTTT).

## Modale hulpwerkwoorden
Modale werkwoorden geven een bepaalde houding ten opzichte van het werkwoord aan. De belangrijkste Nederlandse hulpwerkwoorden van modaliteit zijn:
- hoeven
- kunnen
- moeten
- mogen
- willen

## Hulpwerkwoorden van aspect
In deze categorie vallen werkwoorden die een begin van een handeling aangeven (gaan en komen), of duidelijk maken dat een handeling voortduurt (blijven).
- "hij gaat werken", "hij komt logeren" → geeft begin van handeling aan.
- "hij blijft wandelen" → geeft aan dat een handeling voortduurt.

NB. Tot de hulpwerkwoorden van aspect behoren ook zijn, zitten, lopen, hangen en staan als zij aangeven dat een handeling voortduurt.

## Hulpwerkwoorden van causaliteit
Hulpwerkwoorden van causaliteit geven aan dat er een betrekking van oorzaak en gevolg in de zin staat. Er zijn er twee:
- doen in de zin "hij doet haar blozen"
- laten in de zin "zij laat hem wachten", "hij laat zijn huis schilderen"

## Andere functie
Veel van de hier genoemde werkwoorden kunnen naast de functie van hulpwerkwoord ook andere functies vervullen, bijvoorbeeld:
- doen is ook een zelfstandig werkwoord ("we doen niets")
- hebben is ook een zelfstandig werkwoord ("ik heb een auto")
- zijn is ook een zelfstandig werkwoord ("hij is in de tuin") en een koppelwerkwoord ("jij bent een vrouw")
- worden is een koppelwerkwoord ("zij wordt arts")